# Gaoyang
För andra betydelser, se Gaoyang (olika betydelser).
Gaoyang, även romaniserat Kaoyang, är ett härad som lyder under Baoding i Hebei-provinsen i norra Kina.